# Tim Hughes
Tim Hughes, född 23 juli 1977, är en brittisk lovsångsledare och singer-songwriter. Han är bland annat känd för låten Here I Am To Worship. 
Hughes är son till en anglikansk kyrkoherde och växte upp i High Wycombe, innan han flyttade till Birmingham som tonåring när hans far utsågs till kyrkoherde i St John's Church, Harborne. Han studerade historia vid Universitetet i Sheffield och tog examen 2000.
Hughes är gift med Rachel och har fyra barn.